# De buurtsuper (nummer)
De buurtsuper is een single van André van Duin. Het lied over onzingesprekken in een buurtsupermarkt werd geschreven door André van Duin zelf met zijn muziekproducent en begeleider Jan Rietman. Het werd opgenomen in de geluidsstudio van Jan Rietman.
De buurtsuper was een vast onderdeel van het televisieprogramma Bij Van Duin van 1995 tot en met 1998 uitgezonden door RTL 4. De single kwam in twee varianten:
cd single
1. De buurtsuper (goeiemorgen, goeiemiddag)
2. De buurtsuper (goeiemorgen, goeiemiddag), buurtsupermix

cd maxisingle
1. De buurtsuper (goeiemorgen, goeiemiddag)
2. Het buurtcarnaval (goeiemorgen, goeiemiddag)
3. De Kerstsuper (goeiemorgen, goeiemiddag)
4. De meezingsuper (carnaval) (goeiemorgen, goeiemiddag)

## Hitnotering
Het nummer bereikte bijna de eerste plaats, maar moest Ademnood, gezongen door Linda, Roos & Jessica en Gangsta's Paradise van Coolio featuring L.V. voor laten gaan.

### Nederlandse Top 40
| Positie: | 15 | 5 | 3 | 4 | 4 | 8 | 14 | 18 | 21 | uit |

### NederlandseNationale Hitparade Top 50
| Positie: | 23 | 4 | 3 | 5 | 5 | 7 | 14 | 22 | 25 | 36 | uit |

De Belgische BRT Top 30 en de Vlaamse Ultratop 50 werden niet bereikt.